# Karpaty Słowacko-Morawskie
Karpaty Słowacko-Morawskie (513.41-43, czeski i słow. Slovensko-moravské Karpaty) – makroregion w Czechach i Słowacji w Zewnętrznych Karpatach Zachodnich. Zaliczają się do niego:
- Pogórze Myjawskie
- Białe Karpaty
- Jaworniki
- Góry Wizowickie
- Góry Hostyńsko-Wsetyńskie.